# (5245) Maslyakov
(5245) Maslyakov es un asteroide perteneciente al cinturón de asteroides, descubierto el 1 de abril de 1976 por Nikolái Stepánovich Chernyj desde el Observatorio Astrofísico de Crimea (República de Crimea).

## Designación y nombre
Designado provisionalmente como 1976 GR2. Fue nombrado Maslyakov en homenaje al periodista que trabaja para la televión de Moscú Aleksandr Vasil'evich Maslyakov, uno de los fundadores y durante muchos años presentador del programa KVN (Club de personas alegres e ingeniosas), muy popular no solo en los países de la antigua Unión Soviética sino que en otros también.

## Características orbitales
Maslyakov está situado a una distancia media del Sol de 2,161 ua, pudiendo alejarse hasta 2,386 ua y acercarse hasta 1,937 ua. Su excentricidad es 0,103 y la inclinación orbital 3,254 grados. Emplea 1160,98 días en completar una órbita alrededor del Sol.
El próximo acercamiento a la órbita terrestre se producirá el 3 de julio de 2031.

## Características físicas
La magnitud absoluta de Maslyakov es 13,8. Tiene 4 km de diámetro y su albedo se estima en 0,355. Está asignado al tipo espectral.